# В'язовиця (річка)
В'я́зовиця — річка в Україні, у межах Гайсинського району Вінницької області, права притока р. Собок (притока Собу, басейн Південного Бугу).
Тече через села В'язовиця та Борисівка. Впадає в Собок за 1,3 км від його гирла. Довжина — 15 км, площа басейну — 81,5 км². Має притоку Самець.